# (921) Иовита
(921) Иовита (лат. Jovita) — астероид главного пояса, принадлежащий к спектральному классу C. Астероид был открыт 4 сентября 1919 года немецким астрономом Карлом Рейнмутом в обсерватории Хайдельберг-Кёнигштуль, Германия. Астероид был назван женским именем, взятым из немецкого ежегодного календаря Lahrer hinkender Bote, и никак не связанным с современниками Рейнмута. Давать имена астероидам без привязки к конкретному человеку было обычной практикой астронома.

## Орбита и классификация
Орбита астероида лежит во внешней части главного пояса астероидов, имеет большую полуось 3,1695 а. е., эксцентриситет 0,1846 и наклон относительно эклиптики 16°.

## Физические характеристики
По классификации Толена Иовита представляет собой гидратированный углеродистый астероид типа C.
На основании кривых блеска определён период вращения астероида, равный 15,64 ч. При этом изменение блеска равнялось 0,12 звёздной величины, что указывает на сферическую форму астероида.
Согласно данным наблюдения инфракрасных спутников IRAS, Akari и WISE астероид имеет диаметр между 55,312 и 60,71 км, а альбедо поверхности между 0,028 и 0,075.